# Kanovaren op de Paralympische Zomerspelen 2020
Op de XVIe Paralympische Zomerspelen, die in 2021 werden gehouden in Tokio, Japan, was kanovaren een van de 23 sporten die werden beoefend.

## Medaillespiegel
| Plaats | Land             | NPC | Goud | Zilver | Brons | Totaal |
| 1      | Groot-Brittannië | GBR | 3    | 1      | 3     | 7      |
| 2      | Australië        | AUS | 2    | 1      | 0     | 3      |
| 3      | Brazilië         | BRA | 1    | 2      | 0     | 3      |
| 3      | Oekraïne         | UKR | 1    | 2      | 0     | 3      |
| 5      | Duitsland        | GER | 1    | 0      | 1     | 2      |
| 5      | Hongarije        | HUN | 1    | 0      | 1     | 2      |
| 7      | Frankrijk        | FRA | 0    | 1      | 1     | 2      |
| 8      | Russisch Team    | RPC | 0    | 1      | 0     | 1      |
| 8      | Verenigde Staten | USA | 0    | 1      | 0     | 1      |
| 10     | Chili            | CHI | 0    | 0      | 1     | 1      |
| 10     | Italië           | ITA | 0    | 0      | 1     | 1      |
| 10     | Portugal         | POR | 0    | 0      | 1     | 1      |

## Uitslagen
| Mannen | Mannen | Mannen | Mannen                   | Mannen | Mannen                  | Mannen | Mannen              |
| Klasse | Tijd   | Goud   | Goud                     | Zilver | Zilver                  | Brons  | Brons               |
| ------ | ------ | ------ | ------------------------ | ------ | ----------------------- | ------ | ------------------- |
| KL 1   | 45.447 | HUN    | Péter Pál Kiss           | BRA    | Luis Cardoso da Silva   | FRA    | Rémy Boullé         |
| KL 2   | 41.426 | AUS    | Curtis McGrath           | UKR    | Mykola Syniuk           | ITA    | Federico Mancarella |
| KL 3   | 40.355 | UKR    | Serhii Yemelianov        | RPC    | Leonid Krylov           | GBR    | Robert Oliver       |
| VL 2   | 53.077 | BRA    | Fernando Rufino de Paulo | USA    | Steven Haxton           | POR    | Norberto Mourão     |
| VL 3   | 50.537 | AUS    | Curtis McGrath           | BRA    | Giovane Vieira de Paula | GBR    | Stuart Wood         |

| Vrouwen | Vrouwen | Vrouwen | Vrouwen           | Vrouwen | Vrouwen        | Vrouwen | Vrouwen               |
| Klasse  | Tijd    | Goud    | Goud              | Zilver  | Zilver         | Brons   | Brons                 |
| ------- | ------- | ------- | ----------------- | ------- | -------------- | ------- | --------------------- |
| KL 1    | 53.958  | GER     | Edina Müller      | UKR     | Maryna Mazhula | CHI     | Katherinne Wollermann |
| KL 2    | 50.760  | GBR     | Charlotte Henshaw | GBR     | Emma Wiggs     | HUN     | Katalin Varga         |
| KL 3    | 49.582  | GBR     | Laura Sugar       | FRA     | Nélia Barbosa  | GER     | Felicia Laberer       |
| VL 2    | 57.028  | GBR     | Emma Wiggs        | AUS     | Susan Seipel   | GBR     | Jeanette Chippington  |

Atletiek · Badminton · Bankdrukken · Basketbal · Boccia · Boogschieten · Goalball · Judo · Kanovaren · Paardensport · Roeien · Rugby · Schermen · Schietsport · Taekwondo · Tafeltennis · Tennis · Triatlon · Voetbal · Volleybal · Wielersport · Zwemmen
Rio de Janeiro 2016 ·
Tokio 2020 ·
Parijs 2024 ·
Los Angeles 2028